# Mikuláš Teschl z Loun
Mikuláš Teschl z Loun (latinsky Nicolaus de Luna; konec 13. století, Louny – 26. března 1371, Řezno) byl významný teolog a augustiniánský provinciál.

## Život
Brzy po svém narození vstoupil jako mladý řeholník do kláštera u sv. Tomáše na Malé Straně. Tam se začal vzdělávat, ale za akademickým gradem odešel pravděpodobně na Pařížskou univerzitu na Sorbonnu, o čemž ale nejsou dochované zprávy.
V roce 1334 je o něm první zmínka, kdy byl biskupem Janem IV. z Dražic jmenován smírčím soudcem ve sporu mezi farním klérem a žebravými mnichy. V tu dobu byl lektorem na pražském řádovém studiu (titul lector secundarius) a nabíral na diplomatických schopnostech i vzdělání. Na řádové kapitule byl potom v Norimberku, patrně v roce 1340, zvolen provinciálem česko-bavorské augustiniánské provincie. Ta zahrnovala Bavorsko, Rakousko, Korutany, Čechy, Moravu, Slezsko, Polsko a zasahovala i k Rusku a Litvě. V Čechách, ale i jinde, se Mikulášovi dařilo podporovat budování nových klášterů, kterých vyrostlo 17, a podnikal také misie do východního Pruska. Do funkce provinciála byl Teschl zvolen několikrát, a to i když byla v roce 1358 vytvořena přechodně na dva roky nová provincie česko-polská.
Mikuláš často také vystupoval jako kazatel při nejrůznějších příležitostech. Karlovi IV. předpovídal dobrou budoucnost ještě než se stal králem a později kázal při jeho korunovaci roku 1347. Následně se vyskytoval na jeho dvoře – vybudoval si u něj dobré postavení, takže ten ho později nazýval milým kaplanem, rádcem a důvěrníkem. V roce korunovace Karla IV. už měl Mikuláš titul mistra teologie a na nově založené Karlově univerzitě se stal jedním z pěti prvních profesorů teologické fakulty.
Roku 1362 byl Teschl ustanoven světícím biskupem řezenské diecéze, kde získal i čestný titul biskupa Casterie, dávno zaniklého starokřesťanského města. Tím byl nucen zanechat svou pedagogickou činnost na pražské univerzitě. Zemřel 26. března 1371 a byl pohřben v Řezně v kostele sv. Salvátora. Ten po sekularizaci chátral a roku 1838 byl zbořen, takže hrob Teschla se nedochoval. Dochovala se ale část Teschlovy bohaté literární činnosti. Dochovaly se dva slavnostní projevy – při předávání pallia Arnoštovi z Pardubic roku 1344, čímž se stal arcibiskupem a Praha samostatnou metropolí, a při korunovaci Karla IV. roku 1347. K tomu se dochovala teologická práce psaná kvalitní latinou Expositio litteralis super Missus est o Ježíšově dětství.